# Veia occipital

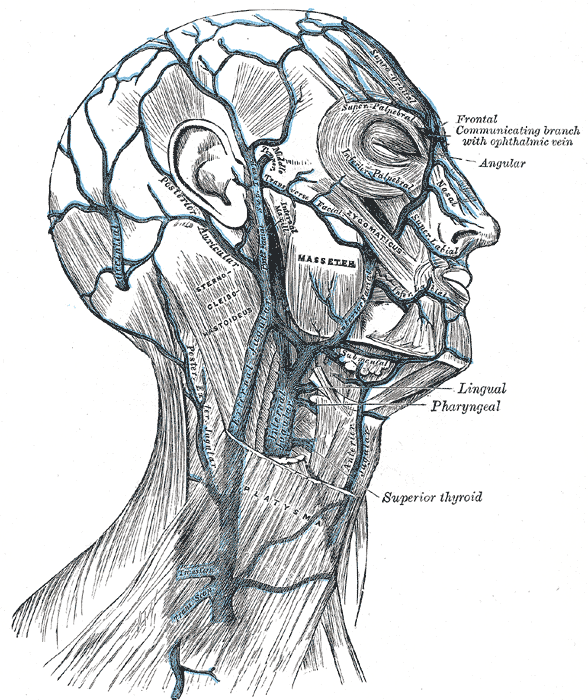

A veia occipital é uma veia localizada na cabeça e faz parte da região occipital, situada na parte posterior do cérebro, é a menor dos quatro lobos cerebrais. Tem o mesmo nome de um osso, que também fica na parte posterior ao crânio. 

## Características
As veias do lobo occipital são pouco importantes pelo seu calibre e relativamente raras. Sua distribuição é irregular e não segue a das artérias. Elas podem formar um grupo superior que drena no seio longitudinal superior e um grupo inferior que drena no seio lateral. As veias da parte superior são as mais calibrosas e tomam direção rostro-medial para se juntarem às veias parietais a desembocarem no seio longitudinal, em ângulo agudo e contra corrente; este detalhe é considerado por alguns autores como dispositivo valvular da regulação venosa, mas o seu significado exato é ainda discutido.